# 王文银
王文银（1968年—），高中学历。生于安徽潜山县梅城镇河湾村，1989年中学毕业于潜山中学。1989年至1993年，就讀於南京大學。1993年，被分配到上海石化企業後不久辭職，去深圳工作。1993年至1996年，历任恒都控股有限公司营业部主管，厂长，副总经理。1995年，去香港創立攜威有限公司。1996年创立深圳正威（集团）有限公司并任董事长。2013年位列福布斯中国富豪榜第19名。他以612亿元人民币净资产位列2014年福布斯中国富豪榜第7位。在2015年发布的“2015年福布斯中国富豪榜”中，以121亿美元排名第5位。
正威国际集团目前是全球铜业产业链最完整、规模最大的企业之一，公司铜矿资源总储量近3000万吨（受到质疑，全中国铜总储量大约2700万吨），2013年进入《财富》世界500强，2015年位居财富世界500强第247位。
2023年9月开始，王文银被两次采取限制高消费措施。9月初，深圳正威及其子公司正威华能（山东）新材料科技有限公司未按执行通知书指定的期间履行生效法律文书确定的给付义务，枣庄市中级人民法院依规对两家公司及法定代表人王文银、王文生采取限制消费措施。此事与中建八局第一建设有限公司的一起建设工程合同纠纷案有关，该案于4月4日立案执行，执行标的为1.03亿元。不过这一措施因已解决，总包方已经撤诉，法院也已经撤销限制，但网传信息未作及时更新因此造成误会。10月18日，正威新材公告称，王文银因其担任法定代表人的深圳正威的相关事宜，再次被限制高消费。公告称，深圳正威及其子公司正威东南被宁德市交通投资集团有限公司起诉。10月9日，深圳正威被列为被执行人，执行标的6002.18万元，但深圳正威未按执行通知书指定的期间履行生效法律文书确定的给付义务。10月19日，正威集团表示相关影响已经解除。

## 头衔
- 中国企业家协会副会长
- 安徽省政协委员
- 安徽省工商联副主席
- 广东省安徽商会会长
- 安徽省工商联直属商会会长
- 安徽省企业联合会副会长
- 深圳市文化创意行业协会会长
- 2010年、2011年、2012年中国企业500强大会联合会主席。2018年1月，当选第十三届全国政协委员[5]。

## 荣誉
- 全球最具创造力的华商领袖
- 深圳新生代创业风云人物